# Château du Rocher
Le château du Rocher à Mézangers en Mayenne est une demeure des XIIIe, XIVe, XVe et XVIe siècles. 
Située au bord d'un étang, elle est construite en granit, elle est éclairée de fenêtres hautes et cantonnée de tours à toits pointus. Une galerie de cinq arcades en anse de panier, animant la façade Renaissance, relie l'ancien corps de logis du XIIIe siècle à la chapelle du château (XIVe siècle). Celui-ci est entouré de jardins à la française, et fait l'objet d’un classement au titre des monuments historiques depuis le 13 août 1963.

## Histoire
D'après l'Abbé Angot, Saint Aldric fonda dans un lieu nommé Ripiacus des établissements agricoles dont il disposa par testament en faveur de son frère Isaac. L'auteur des Actus pontificum Cenomannis, qui vivait à la même époque, prétend qu'Évron était situé in villa Rupiaco. La colline du mont Rochard, qui est proche, aurait la même origine étymologique.
Le château est cité en 1282 sous le nom de Rochier; le seigneur dou Rocher (avant 1398), le fief au seigneur du Rocher (1446), Capella hospicii seu castelli du Rocher (1650) ; la baronnie du Rocher (1741) ; la terre, fief, seigneurie et baronie du Rocher, 1775.
Un château primitif antérieur au XIVe siècle a peut-être laissé des vestiges (cf. épaisseur des murs intérieurs) vers l'angle où se joignent les deux corps de bâtiments actuels.
L'Abbaye Notre-Dame d'Évron peut en 1562 soustraire ses richesses à une attaque protestante, conduite par Hercule Saint-Aignan des Marais. Avertis à temps, les religieux mettent en sûreté au Château du Rocher, dans lequel René de Bouillé leur offre un refuge, tout leur trésor, la relique de la Sainte-Vierge et même le Saint-Sacrement, oublié dans la précipitation de la fuite, et que Jean Livet, va, au péril de sa vie, retirer du tabernacle quelques instants avant l'arrivée de l'ennemi. 
Au XIVe siècle / XVe siècle on construit un manoir plus habitable, visible encore à l'ouest et au nord, sur les étangs, avec ses tours multiples.

## Architecture
Dans les premières années du XVIe siècle, le goût des constructions plus luxueuses et des aspects artistiques plus recherchés se répand. Dans les murs sombres sont enchâssés de gracieux étagements de portes, fenêtres, lucarnes et frontons capricieusement fouillés par le ciseau des moulures, d'arabesques, de figures, d'entrelacs. Au Rocher, laissant subsister seulement les façades nord et ouest, le sieur de Bouillé démolit celles de l'est et du sud, coupant en deux les charpentes et les divers appartements afin de donner à sa cour d'honneur l'aspect des demeures princières et de satisfaire ses goûts d'artiste. L'aile qui s'éclaire au midi, entreprise la première, le fut par des ouvriers moins experts. La chapelle, qui est à angle opposé, semble du même faire. Mais entre les deux, en plein soleil levant, court une galerie d'une ordonnance merveilleuse, d'un dessin et d'un fini achevés dans l'ornementation. M. Léon Palustre affirme avec assurance qu'elle est l'œuvre d'artistes normands, de Caen même, dit-il. Ils prirent sur place le granit et l'employèrent seul pour ces sculptures délicates qui ont si bien résisté aux injures du climat.
L'église Saint-Gervais-et-Saint-Protais de Hambers possède un autel de la Renaissance construit vers 1530 aux frais d'un prêtre, de famille noble, originaire de la paroisse, Eustache de la Haie. L'abbé Angot croit pouvoir l'attribuer aux artistes qui construisaient, à la même époque exactement, la galerie du château du Rocher. Dans tout l'arrondissement de Mayenne et dans celui de Laval, l'autel d'Hambers, et le château du Rocher sont des œuvres uniques. La chapellenie qu'Eustache de la Haie attribua à l'autel qu'il fit construire, dotée en 1528, fut décrétée en 1534. C'est la date précise où l'on construisait la galerie Renaissance du château du Rocher, vers 1535, dit M. Léon Palustre.
Au rez-de-chaussée, cinq arcades, au cintre surbaissé, les trois médianes closes à hauteur d'appui par une murette et séparées par des pilastres, supportent sur des chapiteaux curieusement fouillés une corniche saillante et des frises où les volutes, fleuronnées de têtes humaines, s'enroulent autour de charmants chérubins. Les pilastres, continuant leur ascension, encadrent deux larges baies carrées qui, avec trois fenêtres plus étroites, ajourent la galerie supérieure ; ils coupent ensuite la corniche des combles et soutiennent deux lucarnes superposées, la plus haute flanquée d'arcs-boutants qui lui donnent élégance et légèreté. Partout sont prodigués les ornements, écussons, trophées, arabesques, avec le même fini et la même délicatesse.
Au XVIIIe siècle, Benoît Eynard, grand maître des Eaux et Forêts de la généralité de Tours, acquéreur du domaine le 18 avril 1728, aménage de nouveaux appartements à la suite de l'aile nord. Les jardins, les bois, les pelouses sont aussi l'objet de ses soins; il procède au nivellement du terrain et veille à l'exploitation du domaine, pour laquelle il fait construire les immenses greniers dont parle le châtelain de Bourgon, son voisin. L'entrée du château, auparavant située au sud, étroite, incommode, est aménagée de manière à mieux faire valoir la partie centrale du bâtiment.
À la fin du XIXe siècle, de nouvelles restaurations sont entreprises par le comte Horric de Beaucaire.

## La chapelle
La chapelle, dédiée à Sainte Catherine, dotée le 16 novembre 1446 par Nicolas Ballayne, prêtre, du lieu des Naillères, et par Foulques Le Maire du Petit-Bréhuon, ne fut décrétée qu'en 1494, afin que Dieu, nostre créateur, disent les fondateurs, de sa bénigme grâce sans laquelle nul bien n'est rémunéré, veuille ouïr et exaucer nos biensfaitz. Elle devait alors être desservie dans les églises de Mézangers et de Sainte-Gemmes. Une statue de la sainte, qui date au moins de cette époque, est conservée au château. Le service religieux se faisait dans la chapelle actuelle dès 1524 au moins.
- Parmi les titulaires :
  - Jean du Boisbellanger, 1507
  - Jacques Plançon, 1524
  - Jean de Bouillé, 1537
  - Léonor de Bouillé, 1605, 1609
  - Louis Lautier, du diocèse d'Aire, docteur en théologie, 1699
  - Charles Demaine, du diocèse de Sisteron, docteur en théologie, chanoine de Saint-Nicolas du Louvre, 1714, 1741
  - Prosper Morard de Galles, du diocèse de Grenoble, chanoine de Troyes, abbé de Preuilly, 1767, 1775
  - Pierre Suzor, curé de Loches, 1775, mort en 1789
  - François-Victor-Jean Lesperut, 1789.

## Seigneurs du Rocher
- Guillaume Le Debuflé, 1282, 1295
- Jean Le Maire, mari de Gervaisotte de Vivain, 13 juin 1398, 1418
- Foulque Le Maire, 1440, 1477, époux d'Olive de Maimbier, dont la fille, Perrine Le Maire, épouse en 1470 Guillaume de Marigné
- Charles Le Maire, 1477, mari de Catherine de Favières
- Sa fille Madeleine Le Maire se marie avant 1488 avec Jean de Bouillé, (voir Château de Bouillé), lequel « promet de bâtir une grange pour le curé, à condition qu'on lui abandonne la paille des dîmes paroissiales, (23 juin 1488) » ; achète le 12 juin 1498 la terre de Mézangers.

- François de Bouillé épouse en 1510 Marguerite de la Jaille. Grand fauconnier sous François Ier, il meurt à une date comprise entre 1538 et le 25 mai 1541 ; (sa veuve vivait en 1547)
- René de Bouillé devient comte de Créance par son alliance avec Jacquine d'Estouteville ; meurt avant 1576
- René de Bouillé, chevalier des deux Ordres du roi, capitaine de cent hommes d'armes, Conseiller d'État et privé, laissait veuve avec de nombreux enfants, en 1599, Renée de Laval, fille de Pierre Ier de Laval-Lezay, qui meurt le 18 juin 1625.
- René de Bouillé, mari :

1. de Louise de Beaumanoir,
2. de Jacqueline de la Guiche de Saint-Géran,

vend le 1er juin 1620 à Jean, son frère, ses droits à la succession de François de Bouillé, et meurt le 24 novembre 1647 au château du Rocher, demandant que son corps soit porté dans le caveau de l'église de Torcé, et son cœur déposé dans la chapelle Saint-Étienne, près du tombeau de sa mère.
- Henry de Daillon, marquis d'Illiers, épouse en 1644 dans la chapelle seigneuriale, en présence de Gaspard de Daillon du Lude (ou Gaspardus), archevêque d'Albi du janvier 1635 au 25 juillet 1676, Éléonore-Renée de Bouillé, unique héritière et dernière du nom qui ait possédé le manoir. Elle vendit le Rocher en 1665 à Gaston-Jean-Baptiste-Antoine de Roquelaure, duc de Roquelaure, mari de Charlotte-Marie de Daillon du Lude, sa belle-sœur.
- Henri-François, duc de Foix, marié à Marie-Charlotte de Roquelaure en 1674, mourut sans postérité le 22 février 1714, quatre ans après sa femme.
- Antoine Gaston de Roquelaure (1656-1738), maréchal de France, épouse le 19 mai 1683 Marie-Louise de Laval-Lezay (1657-1735) ; il se porte comme héritier bénéficiaire, donataire et créancier de Marie-Charlotte, sa sœur.
- Benoît Eynard, grand-maître des eaux et forêts de la généralité de Tours, lui achète le domaine le 18 avril 1728. Françoise Auvray, sa veuve, morte en 1769, laisse deux filles :
  - Benoîte-Marie-Louise, femme de Jacques-Raymond Gallucey, marquis de l'Hôpital, comte de Saint-Mesme ;
  - Louise-Constance, veuve de Marcellin-François-Zacharie de Selles, Trésorier général de la marine,

qui vendirent le 10 janvier 1771 à Françoise Le Clerc des Émereaux, veuve de Pierre-Jacques-Louis-Auguste de la Ferronays, maréchal de camp.
- Louis-Étienne, vicomte de la Ferronays, brigadier, commandant de Saint-Domingue, vendit de nouveau, le 16 février 1787, à M. Dubois de Beauregard, acquéreur au nom de son gendre, Pierre-Marie-Alexis du Plessis d'Argentré qui, revenu de l'exil, embellit le Rocher ; il mourut le 15 mars 1843.
- Son gendre, M. Le Gonidec de Traissan, était l'aïeul de Mme la comtesse de Beaucaire.
- Aujourd'hui[Quand ?] le château appartient à la famille de Chavagnac.

## La légende de laDame verte

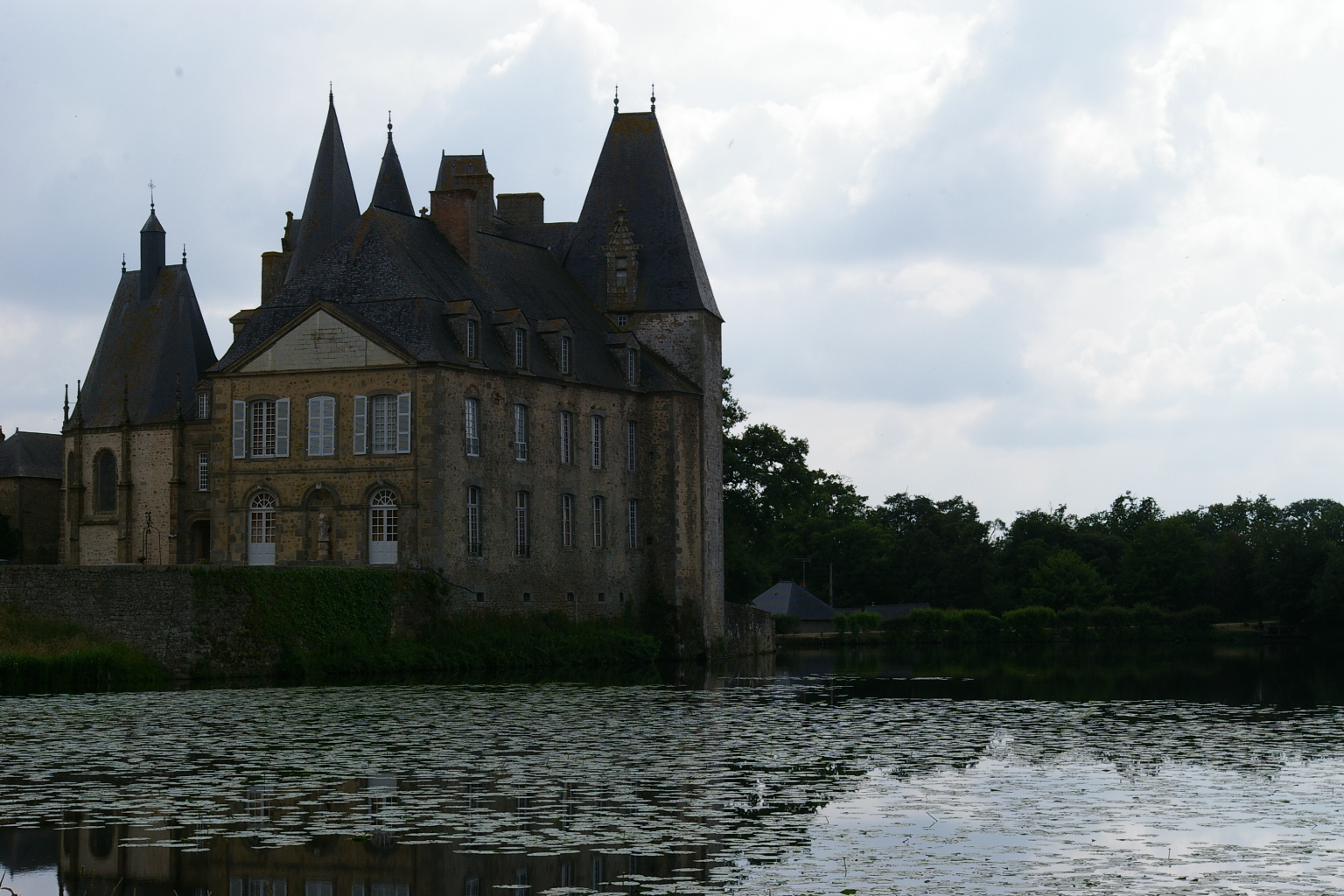
Le château et son étang au crépuscule.

D'après la légende, le château serait le cadre d'apparitions régulières d'une belle dame habillée de vert. Il s'agirait d'Éléonore de Bouillé, duchesse du Lude, qui reviendrait périodiquement visiter son domaine. De son vivant, elle avait été une belle femme, chasseresse impénitente, au point d'avoir un jour pénétré à cheval et avec ses chiens dans la chapelle de l'abbaye d'Étival-en-Charnie, ce qui lui vaudrait peut-être cet éternel purgatoire... Voici ce qu'en dit l'Abbé Angot : « La Dame verte, comme les Dames blanches qu'on connaît ailleurs, préside aux destinées du château, montrant par des manifestations mystérieuses l'intérêt qu'elle prend aux évènements de la famille qui l'habite. »[réf. nécessaire]
La commune de Mézangers a donné le nom de « La Dame verte » à la rue qui mène au château.

### Environnement
L'environnement du château et de son parc de 44 hectares a été classé par arrêté du 16 mars 1943[réf. nécessaire].